# Генетически модифицированное дерево

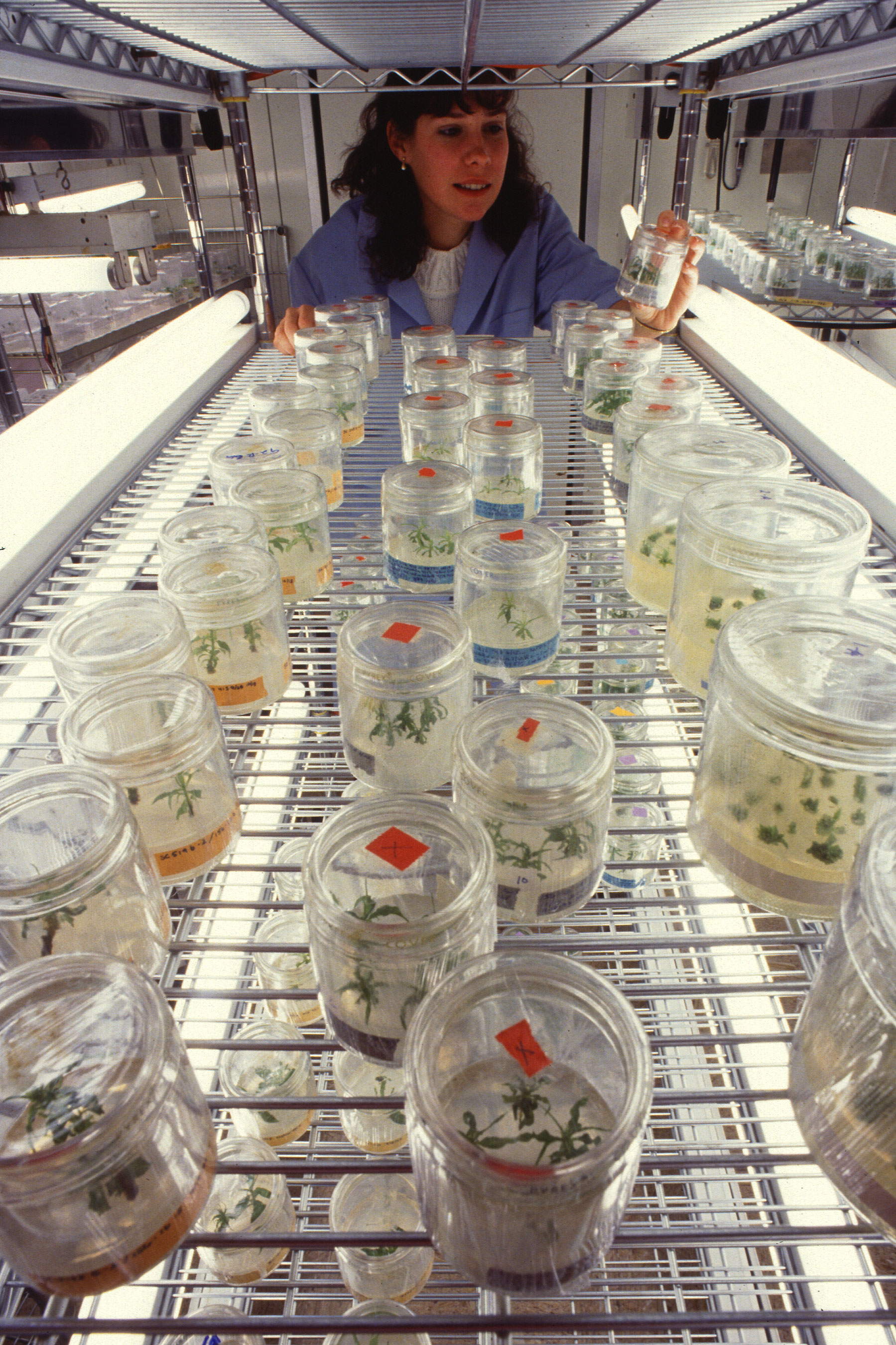
Экспериментальные трансгенные деревья

Генетически модифицированное дерево — дерево, генотип которого был искусственно изменён при помощи методов генной инженерии.
Первые результаты исследований были получены в 1988 г. Посадка ГМ-деревьев лесных пород в промышленном масштабе впервые началась в Китае в 2002 г..

## Цель генетического модифицирования

### Свойства древесины
Возможность создать новые породы с определённым содержанием лигнина и целлюлозы для различных видов производства и целей (биотопливо).

### Ускоренный рост
Потребность человечества в древесине возрастает и есть необходимость в создании лесных пород деревьев с ускоренным ростом. Это позволит получить больший объём древесины не увеличивая площадь плантаций.

### Устойчивость к вредителям
В Китае была разрешена коммерческая посадка ГМ-тополей продуцирующих Bt-токсины.

### Устойчивость к неблагоприятным условиям внешней среды
Создание новых пород устойчивых к заморозкам, засухе, неблагоприятной почве и которые могут быть применены для фиторемедиации.

## Использование

### Бразилия
В Бразилии был одобрен для коммерческой посадки ГМ-эвкалипт в 2015 г.

### Китай
Коммерческая посадка ГМ-деревьев была одобрена в 2002 г. Было высажено 1 млн ГМ-тополей.

### Россия
Полевые испытания генно-модифицированных деревьев (осина, берёза) проводятся в России..

### США
В США было получено почти 600 разрешений на полевые испытания за период 1990—2009г. (тополь, сосна и другие). 